# Lonesome (strip)
Lonesome is een westernstrip geschreven en getekend door de Belg Yves Swolfs. De tekeningen worden ingekleurd door Swolfs' dochter Julie. Na vier delen zal deze cyclus worden afgesloten, maar Swolfs sluit niet uit dat er meerdere delen zullen volgen.

## Inhoud
De strip speelt zich af in Kansas, februari 1861, een paar maanden voor het uitbreken van de Amerikaanse Burgeroorlog. Een duistere predikant en zijn volgelingen zaaien terreur aan de grens met Missouri. Hun doel is het uitlokken van een gewapend conflict om daarmee de inspanning van president Lincoln om een burgeroorlog te vermijden te saboteren. Lonesome is een eenzame ruiter die rondzwerft. Toen hij kind was zijn zijn ouders voor zijn ogen vermoord en hij is al jaren op zoek naar de dader. Hij beschikt over een paranormale gave. Als hij iemand aanraakt kan hij diens gedachten lezen.

## Albums
| Nummer | Titel                           | Verschenen | Uitgeverij |
| ------ | ------------------------------- | ---------- | ---------- |
| 1      | Het spoor van de predikant      | 2018       | Le Lombard |
| 2      | De ruffians                     | 2019       | Le Lombard |
| 3      | Bloedbanden                     | 2021       | Le Lombard |
| 4      | Het territorium van de tovenaar | 2024       | Le Lombard |